# Club Deportivo Numancia de Soria 2019-2020
Questa voce raccoglie le informazioni riguardanti il Club Deportivo Numancia de Soria nelle competizioni ufficiali della stagione 2019-2020.

## Maglie e sponsor[1]
| Casa | Trasferta | Terza divisa |

Sponsor ufficiale: nessuno
Fornitore tecnico: Erreà

## Rosa
Aggiornata al 5 febbraio 2020
| N. |                          | Ruolo | Calciatore      |
| -- | ------------------------ | ----- | --------------- |
| 1  | Spagna (bandiera)        | P     | Juan Carlos     |
| 2  | Spagna (bandiera)        | D     | Álex Sola       |
| 3  | Spagna (bandiera)        | D     | Adri Castellano |
| 4  | Spagna (bandiera)        | D     | Derik Osede     |
| 5  | Guinea-Bissau (bandiera) | D     | Admonio Vicente |
| 6  | Spagna (bandiera)        | D     | Alberto Escassi |
| 7  | Spagna (bandiera)        | C     | Erik Morán      |
| 9  | Spagna (bandiera)        | A     | Higinio Marín   |
| 10 | Spagna (bandiera)        | C     | Alain Oyarzun   |
| 11 | Spagna (bandiera)        | C     | Nacho Sánchez   |
| 12 | Spagna (bandiera)        | C     | Antonio Otegui  |
| 13 | Spagna (bandiera)        | P     | Dani Barrio     |

| N. |                       | Ruolo | Calciatore            |
| -- | --------------------- | ----- | --------------------- |
| 14 | Spagna (bandiera)     | C     | Alberto Noguera       |
| 15 | Spagna (bandiera)     | A     | Néstor Albiach        |
| 16 | Spagna (bandiera)     | D     | Bernardo Torres       |
| 17 | Spagna (bandiera)     | D     | Iván Calero           |
| 18 | Serbia (bandiera)     | A     | Igor Zlatanović       |
| 20 | Portogallo (bandiera) | C     | Gus Ledes             |
| 21 | Spagna (bandiera)     | C     | Marc Mateu (capitano) |
| 22 | Spagna (bandiera)     | C     | Curro                 |
| 23 | Spagna (bandiera)     | C     | Héctor Hernández      |
| 24 | Spagna (bandiera)     | D     | Marcos Isla           |
| 27 | Spagna (bandiera)     | C     | Ander Vidorreta       |
| 30 | Spagna (bandiera)     | P     | Roberto Jara          |